# 加泰罗尼亚大百科全书

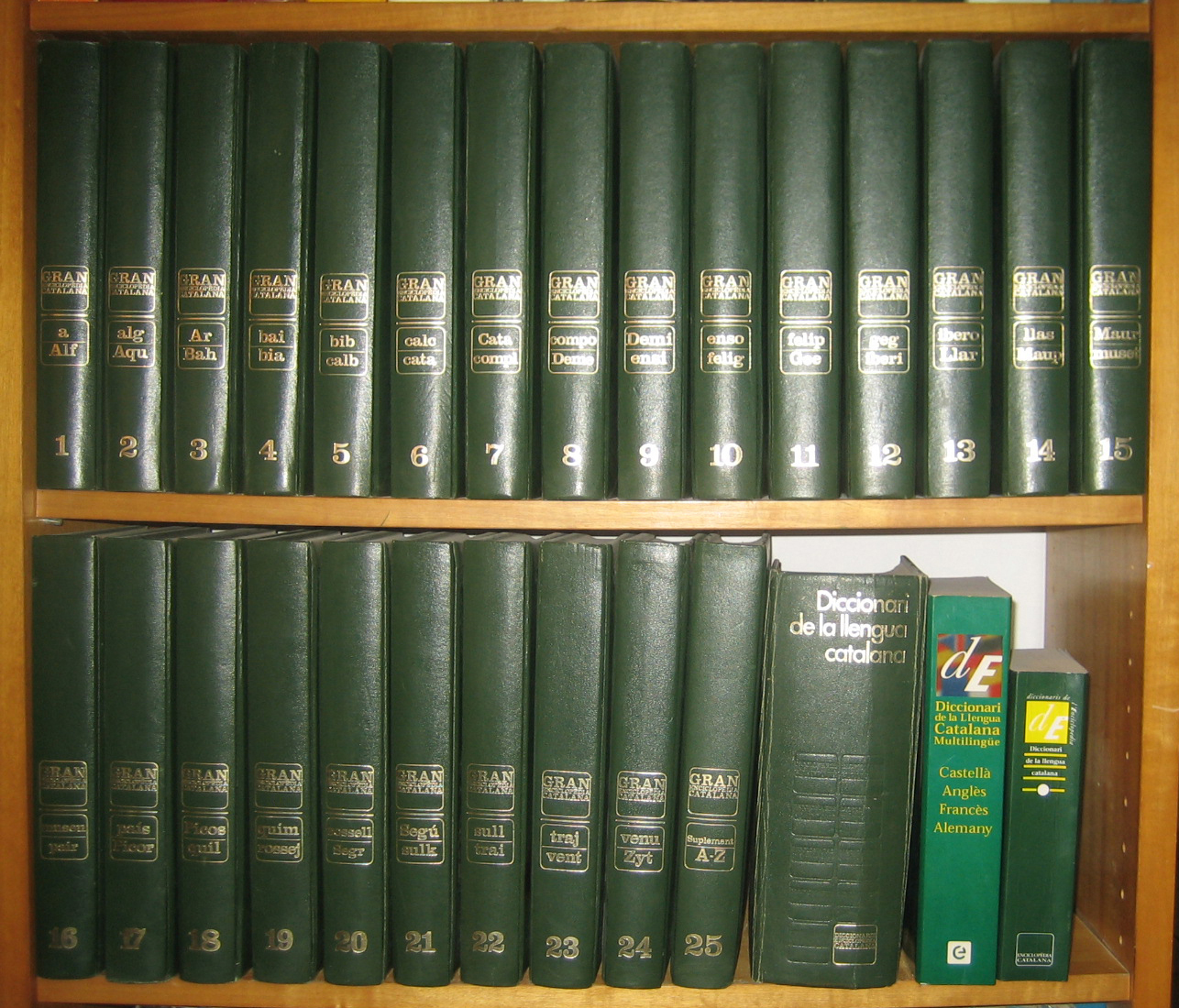
加泰罗尼亚大百科全书

加泰罗尼亚大百科全书是一部加泰罗尼亚语的百科全书，是加泰隆尼亞語地區文化、社会和经济状况的参考书，于1968年开始以分册形式由62出版社出版。该作的关键人物是马克斯·卡纳，首任主编为若尔迪·卡沃内利-德巴列斯特尔，新任及现任主编为茹安·卡雷拉斯-马蒂。